# Schloss Wolgast

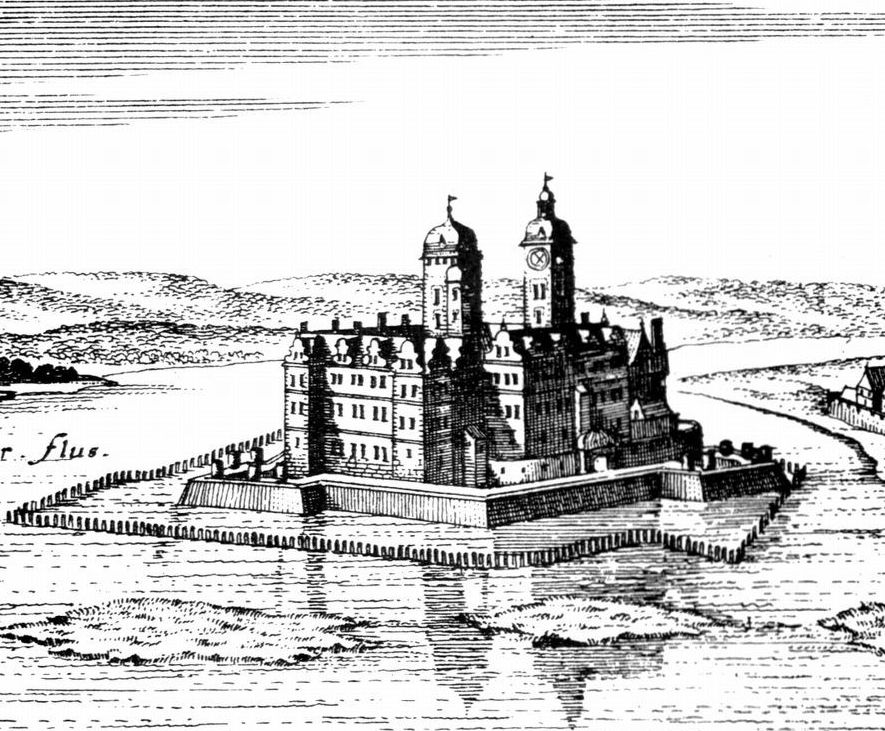
Kupferstich von Schloss Wolgast auf der Schlossinsel, Matthäus Merian d. Ä., 1652 (Topographia Germaniae)

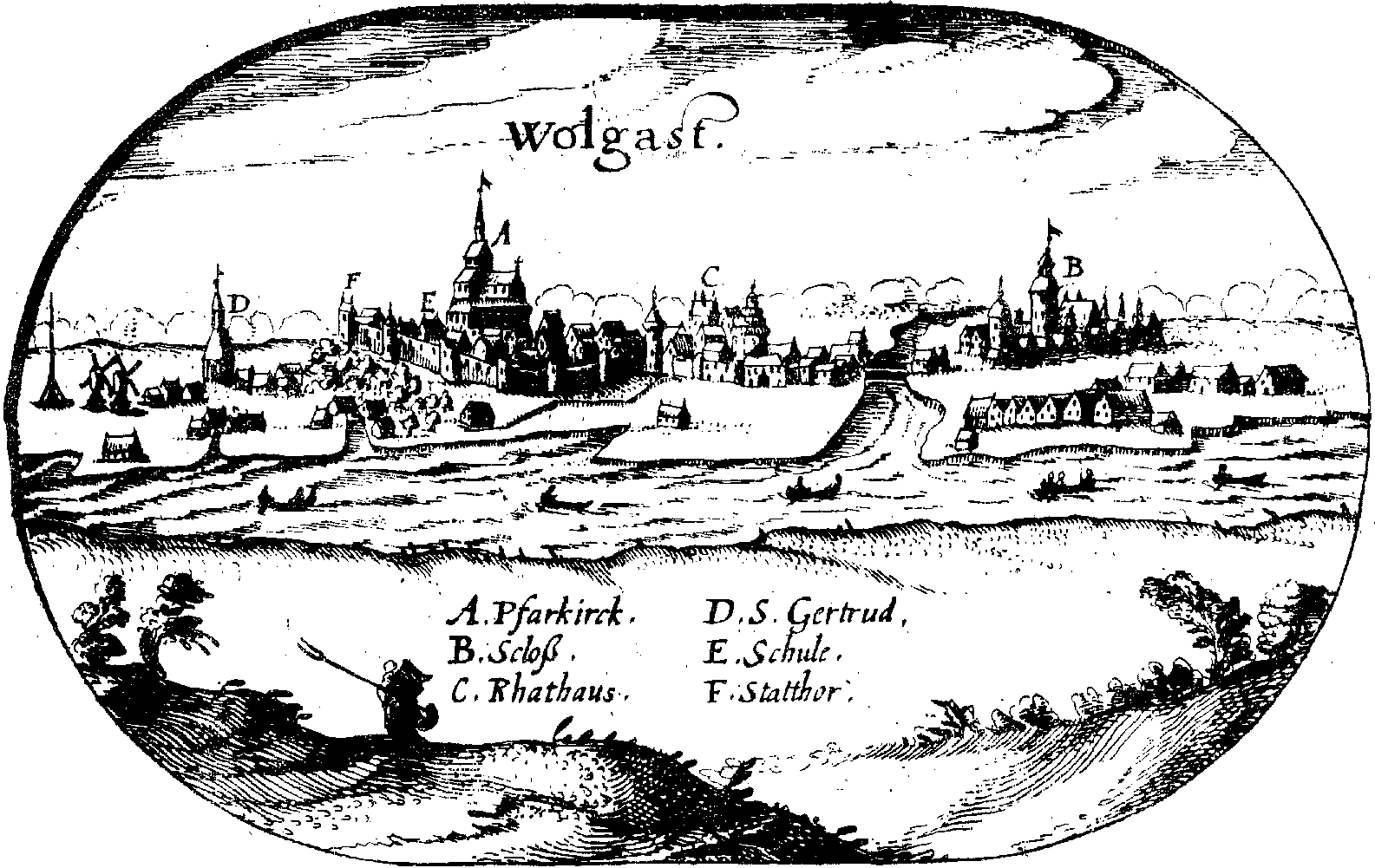
Das Schloss (rechts) auf der Stadtansicht von 1618 (Vignette in der Lubinschen Karte)

Das Schloss Wolgast war ein Schloss in der Stadt Wolgast im Nordosten des heutigen Bundeslands Mecklenburg-Vorpommern und Herrschaftssitz der Herzöge von Pommern-Wolgast. Es befand sich auf einer kleinen, der Stadt vorgelagerten Insel im Peenestrom zwischen dem Festland und der Insel Usedom, die bis in die Gegenwart als „Schlossinsel“ bezeichnet wird. Das Schloss, das zu den bedeutenden Renaissancebauten in Norddeutschland zählte, existierte von 1496, dem Beginn des Umbaus der zuvor bestehenden Burg, bis zur endgültigen Zerstörung um 1820. Die Reste des Schlosses wurden als Baumaterial für andere Gebäude verwendet, eine Ruine besteht aus diesem Grund nicht. Von der Außen- und Inneneinrichtung sind nur wenige Gegenstände in verschiedenen Ausstellungen erhalten. Ein Bezug zum ehemaligen Schloss ist im Wolgaster Stadtwappen zu finden, das einen Burgturm zwischen zwei Greifen zeigt.

## Geschichte

### Vorgeschichte
Bereits 1113/1114 wurde urkundlich der Aufenthalt herzoglicher Familienmitglieder auf der Peeneinsel vor Wolgast berichtet. Nach vereinzelten Funden aus slawischer Zeit ist dort mit einem Burgwall und entsprechender hölzerner Burg zu rechnen. Um 1200 wurde von der dänischen Besetzung der Burg berichtet, neben der schon kurze Zeit später eine deutsche Stadt gegründet wurde.
Als 1295 die erste Landesteilung in Pommern-Stettin und Pommern-Wolgast erfolgte, musste sich Bogislaw IV. eine neue Residenz suchen, während sein Stiefbruder Otto I. in Stettin blieb. Damit begann die Geschichte des Herzogtums Pommern-Wolgast.

### Errichtung als Herzogsresidenz

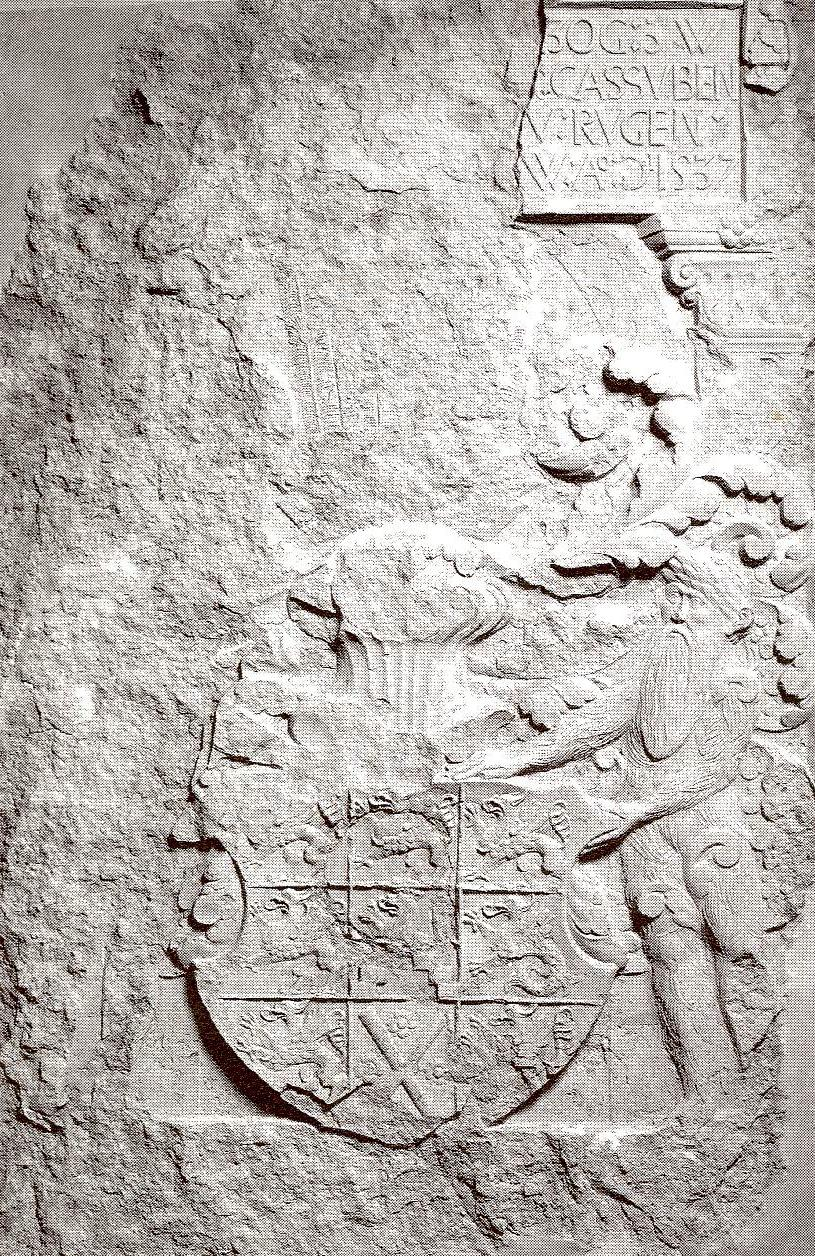
Wappenstein von 1537 des Wolgaster Schlosses im Stettiner Museum

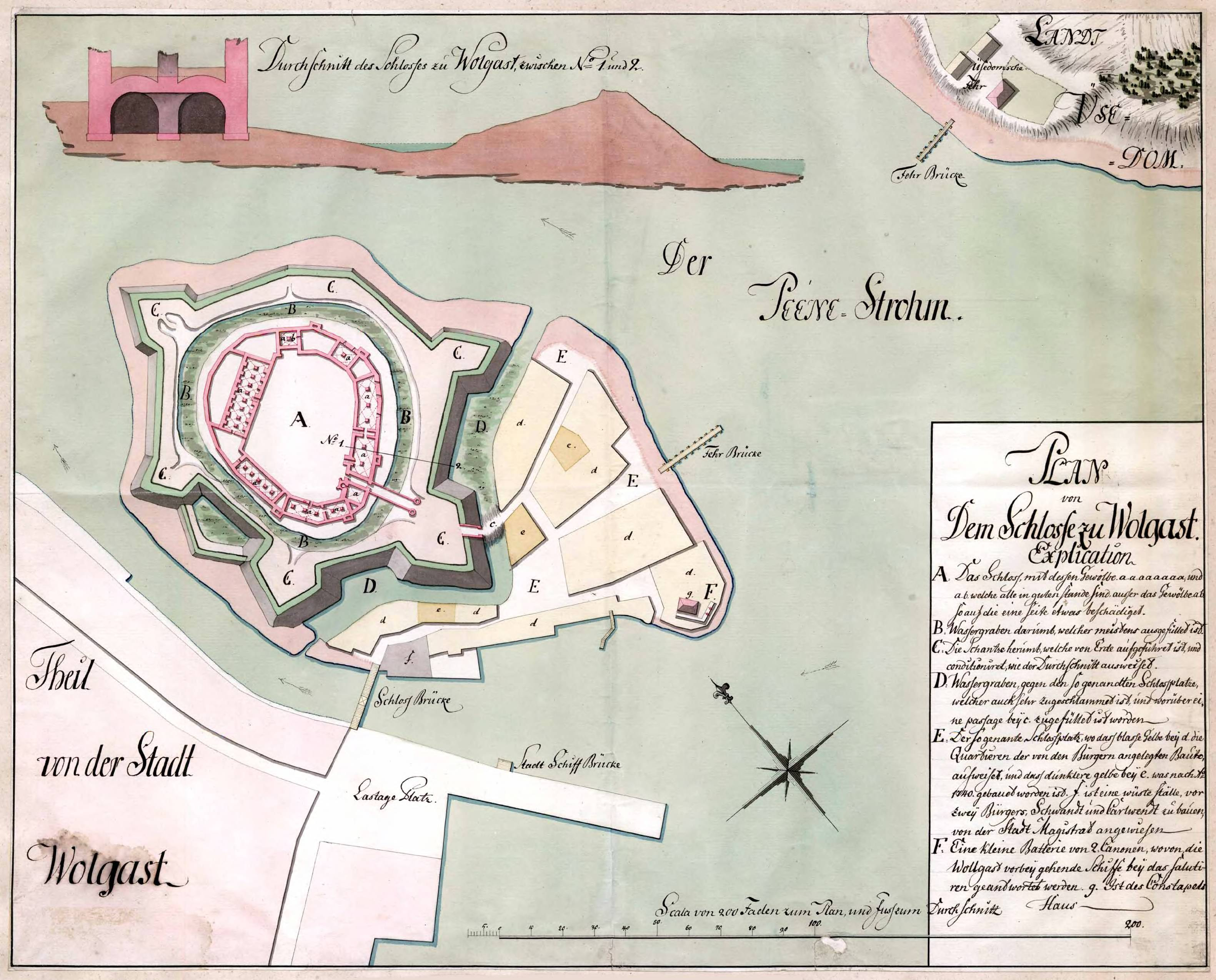
Plan des Schlosses als Festung um 1676

Das Schloss Wolgast entstand 1298 als steinerne Burg aus einem auf der Schlossinsel errichteten frühmittelalterlichen Burgwall. Nach 1330 wurde die Burg von Herzog Barnim IV. und seinen in Hinterpommern regierenden Brüdern Bogislaw V. und Wartislaw V. umgebaut und erweitert.
Der Umbau zum Residenzschloss der Pommernherzöge begann 1496 während der Regierungszeit von Bogislaw X. und umfasste unter anderem die Errichtung von drei Versammlungssälen sowie eines Repräsentationsbaus mit einem Treppenturm. Unter Herzog Philipp I. kam es ab 1536 zu Erweiterungen und Modernisierungen des Schlosses, 1547 ließ er durch den sächsischen Festungsbaumeister Enderlein Heß Befestigungsanlagen erbauen.
1555 wurde der später mit „Croy-Teppich“ bezeichnete Wandteppich (4,5 × 7 m) nach Wolgast ins Residenzhaus gebracht.
Im Dezember 1557 wurde das Schloss durch einen Brand stark beschädigt. Der Wiederaufbau begann schon ein Jahr später und wurde 1559 weiter umgearbeitet. Er ließ auch einen neuen Wappenstein anfertigen, um welchen der drei noch vorhandenen es sich handelt, ist nicht verzeichnet. Der hier begonnene Umbau wurde aber erst unter den Söhnen von Philipp I. bis 1563 vollendet. In diesem Rahmen erfolgte auch eine Modernisierung durch Realisierung zeitgenössischer baulicher Elemente, zu denen vor allem die Errichtung eines Wendelsteins zählte. Dieser war in Pirna vom sächsischen Baumeister Hans Kramer angefertigt und später auf dem Wasserweg nach Wolgast gebracht worden.
Unter Philipps drittem Sohn Ernst Ludwig, der ihm 1569 nach Beendigung der vormundschaftlichen Regierung in der Herrschaft über Pommern-Wolgast folgte, kam es zu weiteren Umbauten. Von 1576 bis 1577 wurde im Vorfeld der Hochzeit von Ernst Ludwig mit Sophia Hedwig von Braunschweig-Lüneburg ein neuer Tanzsaal gebaut. Darüber hinaus bekam das Schloss eine Wasserleitung sowie eine Bibliothek. Gegen Ende des 16. Jahrhunderts befand sich im Schloss auch für kurze Zeit eine Münzstätte, in welcher der kupferne Wolgaster Pfennige und silberne Schillinge geprägt wurden. Während der Herrschaft von Philipp Julius, dem letzten Herzog von Pommern-Wolgast, kam es ebenfalls zu kleineren baulichen Veränderungen, so der Errichtung eines Säulengangs, der figürlichen Gestaltung der Portale unter anderem mit frühbarocken Sandsteinfiguren durch einen Danziger Steinmetz in den Jahren von 1612 bis 1614.
Durch den Tod von Philipp Julius im Jahr 1625 übernahm Bogislaw XIV., Herzog von Pommern-Stettin, auch die Herrschaft über den Landesteil Pommern-Wolgast. Damit endete für die Stadt Wolgast die Zeit als herzoglicher Hauptsitz. Bogislaw XIV. war zugleich der letzte pommersche Herzog, so dass mit seinem Tod im Jahr 1637 und den Auswirkungen des Dreißigjährigen Krieges auch der Niedergang des Wolgaster Schlosses begann. Bereits 1628 war der Schlosshauptmann Christoph von Neuenkirchen bei Kämpfen um Wolgast zwischen den Dänen und Wallenstein in Gefangenschaft geraten. Das Schloss wurde durch dänische und kaiserliche Truppen geplündert und beschädigt.
Die Trauerpredigt in der Schlosskirche für den am 16. November 1632 in der Schlacht bei Lützen gefallenen schwedischen König Gustav II. Adolf, die im Rahmen der Aufbahrung seines Leichnams im Juni und Juli des folgenden Jahres in Wolgast gehalten wurde, war der letzte offizielle Akt, der im Schloss stattfand.

### Verfall und Zerstörung

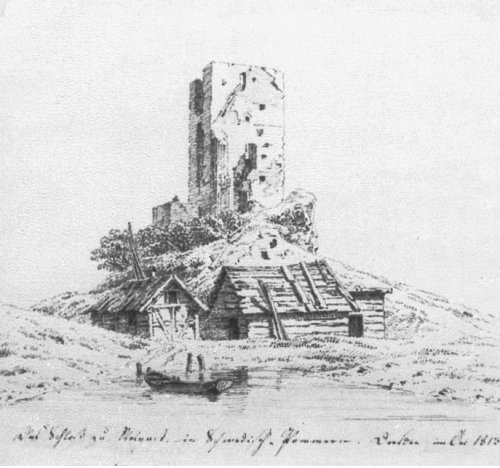
Federzeichnung der Schlossruine von Caspar David Friedrich, 1813 – ausgestellt im Puschkin-Museum Moskau

Nach dem Abschluss des Westfälischen Friedens und dem Beginn der schwedischen Herrschaft in Pommern war das Schloss mehrfach Aufenthaltsort für die königliche Familie, wenn sie im Lande weilte. Insbesondere aus den 1650er Jahren sind Aufenthalte von Karl X. Gustav belegt, für die das Schloss auch teilweise wieder instand gesetzt wurde.
In den 1660er und 1670er Jahren war das Wolgaster Schloss zeitweilig Sitz des Generalgouverneurs von Schwedisch-Pommern Carl Gustav Wrangel und der schwedisch-pommerschen Regierung sowie des Hofgerichts, dessen Sitz von Greifswald nach Wolgast verlegt wurde. Nach Wrangels Niederlage gegen brandenburgische Truppen in der Schlacht von Fehrbellin wurde die Stadt Wolgast im September 1675 belagert. Dabei traf eine Kanonenkugel das Magazin im Pulverturm des Schlosses, das aufgrund der dadurch ausgelösten Explosion in großen Teilen zerstört wurde. Der Festungskommandant Andreas Dubslav von Blixen (1642–1688) fiel wegen der Übergabe des Schlosses und der Stadt an die Brandenburger bei Wrangel in Ungnade. Nach dem Friedensschluss von 1679 zogen die schwedisch-pommersche Regierung und der Generalgouverneur nach Stettin, das Hofgericht kehrte nach Greifswald zurück. Damit endete für Wolgast die Zeit als Residenz- bzw. Regierungsstadt.
Im Laufe der nächsten 150 Jahre verfielen die Reste des Schlosses. 1711 entfernte man schon die Kupferdeckung des Bogislawturmes. Es kam darüber hinaus zu teilweisen Abrissen zur Nutzung des Baumaterials für andere Bauten, so beispielsweise für die Wiedererrichtung der Wolgaster St.-Petri-Kirche nach dem Stadtbrand von 1713 und für die Errichtung eines Herrenhauses auf dem nach Carl Gustav Wrangel benannten Gut in Wrangelsburg. Den Zustand am Ende des 18. und zu Beginn des 19. Jahrhunderts stellen mehrere Gemälde und Zeichnungen, unter anderem von Caspar David Friedrich, dar.
1798 verkauften schließlich die Schweden die Schlossreste an die Stadt Wolgast als Steinbruch.
Vermutlich bereits um 1820 waren alle oberirdischen Teile des Schlosses abgetragen. Ab 1843 ließ der Getreidegroßhändler August Wilhelm Homeyer auf dem Gelände einen Speicher errichten, der in Teilen bis 1938 bestand. Bei Grabungen wurde Ende 2008 neben kleineren Gegenständen aus der Schlosseinrichtung auch ein Teil des Fundaments des Treppenturms aufgefunden.
Über die Inneneinrichtung des Schlosses, zu der unter anderem Gemälde von Lucas Cranach dem Älteren und etwa 50 Wandteppiche gehörten, sind nur wenige Details überliefert. Der einzige erhalten gebliebene Wandteppich ist der Croÿ-Teppich, der sich im Besitz der Universität Greifswald befindet und Dauerleihgabe für die Ausstellung des Pommerschen Landesmuseums ist. Dort ist er sicher in einer klimatisierten Glasvitrine aufbewahrt. Aus den verschiedenen Epochen sind ansonsten vom Schloss neben Abbildungen lediglich Wappensteine aus den einzelnen Bauphasen in die Gegenwart überliefert, die zum Teil in der St.-Petri-Kirche, im Stettiner Museum und im Stadtmuseum in Wolgast besichtigt werden können. Ein weiterer Wappenstein von 1551 wurde zu Beginn des 19. Jahrhunderts nach Greifswald gebracht und befindet sich heute im Universitätshauptgebäude, ebenso ein plastisches Sandsteinrelief des Herzogs Ernst Ludwig. Die Bibliothek der evangelischen Kirchengemeinde St. Petri enthält einige Bände aus der ehemaligen Schlossbibliothek.